# An Hye-ji
An Hye-ji (안혜지?; Pusan, 12 febbraio 1997) è una cestista sudcoreana.

## Carriera
Con la Corea del Sud ha disputato i Giochi Olimpici di Tokyo 2020.